# Карл (король Прованса)

Раздел Срединного королевства Лотаря I в 855 году

Карл (фр. Charles; около 845—25 января 863) — король Прованса с 855 года, сын императора Лотаря I и Ирменгарды Турской, дочери графа Гуго Турского.

## Биография
После смерти в 855 году императора Лотаря I по Прюмскому договору его владения были разделены между тремя сыновьями. Самый младший, несовершеннолетний Карл, получил в управление королевство Прованс, включавшего в себя часть бывшего бургундского королевства — Прованс и Цисюранскую Бургундию. Опекуном и фактическим правителем королевства стал его дядя, Жерар ІІ, герцог Лиона и Вьенна.
Карл страдал эпилепсией, поэтому окружение короля сомневалось в возможности его произвести потомство. Реальная власть королевством находилась в руках Жерара ІІ. В 859 году он заключил договор с братом Карла, королём Лотарингии Лотарем II, по которому Карл признавал Лотаря ІІ своим наследником.
В 860 году Жерар ІІ разбил норманнов, которые поднялись по Роне. Осенью 861 года Жерар ІІ защитил королевство от Карла ІI Лысого, когда он предпринял поход на Макон.
Карл умер 25 января 863 года бездетным, похоронен он был в монастыре Сен-Пьер-ле-Ноннен около Лиона. Королевство должен был унаследовать Лотарь II, но первым в Прованс прибыл император Людовик II, присоединив его к своим владениям, опередив Лотаря II, который не смог заставить брата выполнить соглашение 859 года. Однако Жерар ІІ 30 апреля 863 года заключил в замке Мантель соглашение с Лотарем ІІ, по которому он стал его первым советником, а территории, входящие в состав Лионского герцогства (районы Лиона, Вьенна, Гренобля и Узе) вошли в состав королевства Лотаря II.